# Ariteus flavescens
Ariteus flavescens é uma espécie de morcego da família Phyllostomidae. A espécie é a única do gênero e é endêmica da Jamaica. O estado de conservação da espécie segundo a União Internacional para a Conservação da Natureza é Pouco Preocupante.